# Paukhelm

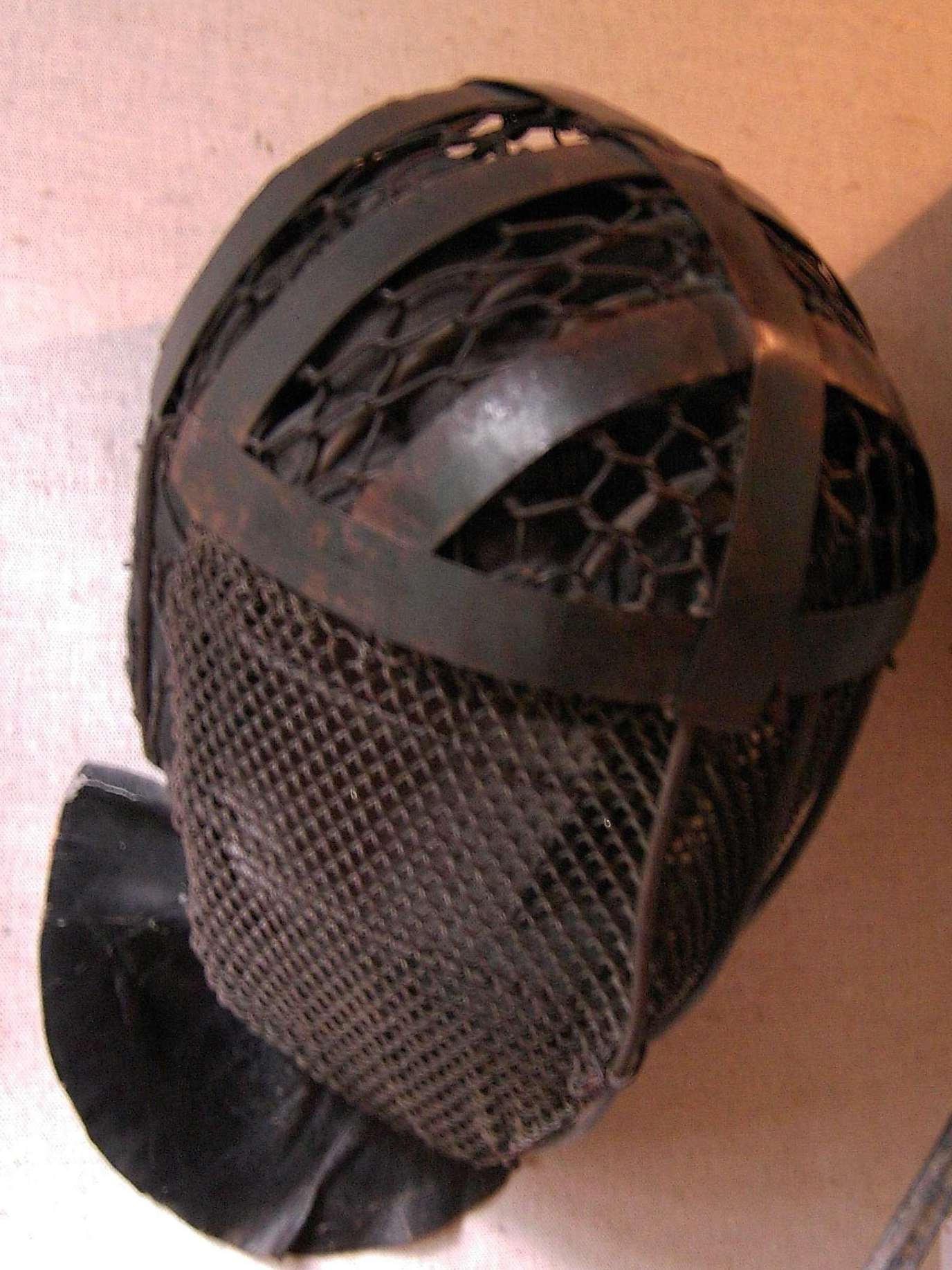
Alter Paukhelm im Göttinger Stadtmuseum

Ein Paukhelm ist in der Sprache der Studentenverbindungen ein Schutzhelm, der zum Pauken, also zum Üben des studentischen Fechtens zur Vorbereitung auf die Mensur, benötigt wird. Da beim Pauken Verletzungen ausgeschlossen werden sollen, werden so genannte Paukschläger mit stumpfen Klingen und entsprechende Schutzwaffen wie der Paukhelm verwendet.
Der Paukhelm schützt die Kopfoberseite mit einer massiv verstärkten Lederkappe und das Gesicht mit einem Metallgitter. Unter dem Gitter befindet sich ein lederner Latz zum Schutz des Halses. Am Latz ist meistens noch ein Lederriemen angebracht, der mit der linken Hand stramm gezogen wird, um zu verhindern, dass der Helm nach oben rutscht.
Bei der scharfen Mensur wird der Kopf nicht mehr mit einem Helm geschützt, gefährliche Verletzungen werden durch die Paukbrille und die Halskrause ausgeschlossen.